# Ilha de Pianosa
A Ilha de Pianosa é uma ilha da Itália que pertence ao arquipélago de Tremiti (ou Diomedee) no mar Adriático.  É a menor ilha do arquipélago tremitese, com exceção da pequena ilha de Cretaccio.  Completamente desabitada,  está sob a jurisdição da província de Foggia, Puglia.
A ilha, especialmente por suas águas, é de importância estratégica para a conservação dos recursos marinhos, tornando-se uma área de extremo valor para muitas espécies de peixes que são intocáveis, com as condições adequadas de alimentação e, acima de tudo, para reproduzirem-se.

## Geografia
A ilha ocupa uma área aproximada de 11 ha, comprimento de 700 m, largura de 250 metros. A altura máxima atinge 15 metros acima do nível do mar e possui terreno pedregoso devido ao ressacamento. É desprovida de árvores de grande porte e sem a característica da vegetação mediterrânea.
A costa sul cai lentamente para o mar, sendo mais rasa para ancorar pequenas embarcações. Este parte é repleta de pequenos cardumes que tornam perigosa a navegação.
Ao leste, a Punta di Levante bastante grande, ao norte a Cala del Grottone, com uma gruta subaquática habitada ocasionalmente por lagostas e grandes garoupas.
Há também a Cala di Tramontana, um pouco além do farol com a sua torre e lanterna acesa automaticamente, próxima aos armazéns que já não mais existem.
Aproximadamente 100 metros ao norte, uma espécie de pequeno lago, que comunica-se com o mar por um sifão.
Ao redor do lago foi criado um microssistema animal que filtra um pouco de água doce para a sobrevivência de pequenos répteis, coelhos selvagens, gaivotas e as pequenas aves de rapina das montanhas de Gargano.

## Parque natural

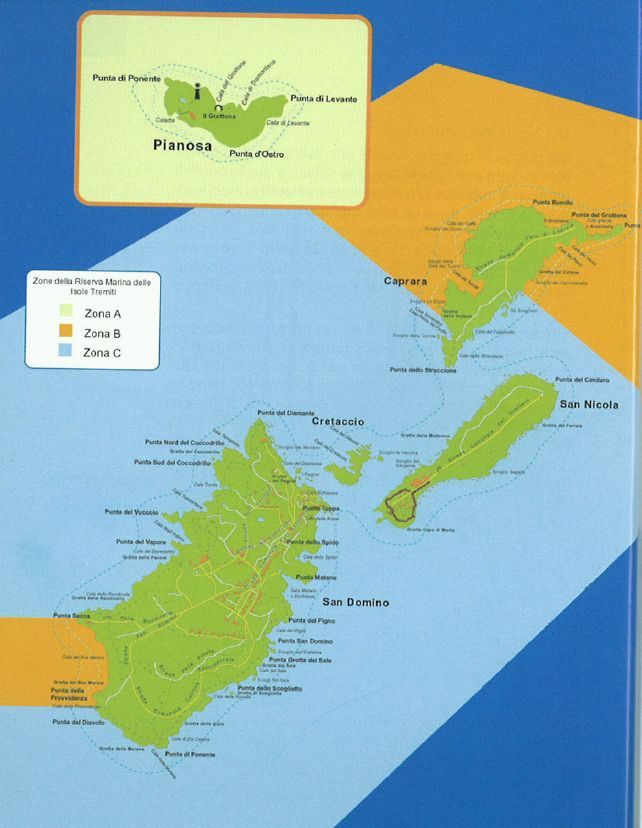
Pianosa

Com a finalidade de proteger e preservar a vegetação e fauna deste incomparável patrimônio, em 14 de julho de 1989, foi decretada a Reserva Natural Marinha das Ilhas Tremiti. O arquipélago tremitese ficou dividido em três zonas.
Pianosa pertence integralmente a  Zona A, ou Reserva Marinha Integral. É proibida a  navegação e desembarque a menos de 500 metros, assim como a pesca e mergulho, a menos que haja acompanhamento de guias de mergulho autorizados.
Visitas são permitidas apenas com autorização prévia da entidade gestora.
O perímetro da Reserva é delimitado por quatro grandes boias luminosas que cruzam de norte a sul.
Em 1991, com a criação do Parque Nacional de Gargano, a gestão da Reserva Marinha, passou a pertencer ao Parque.
(G.U. della Repubblica Italiana n. 292)
Em 1996, a Reserva das Ilhas Tremiti foram incluídas na Zona 1 do Parque.
| Atividade              | Zona A     |
| ---------------------- | ---------- |
| Pesquisa Científica    | autorizado |
| Navegação              | proibido   |
| Banho                  | proibido   |
| Ancoragem              | proibido   |
| Atividades de mergulho | proibido   |
| Embarcações de pesca   | proibido   |
| Pesca desportiva       | proibido   |
| Pesca submarina        | proibido   |